# ابيرناي
ابيرناي، (بالفرنسية: Épernay)، (تنطق:epɛʁnɛ)، هي بلدية فرنسية في إقليم مارن في شمال فرنسا. تقع إبيرناي على بعد حوالي 130 كم شمال شرق باريس، على الخط الرئيسي للسكك الحديدية الشرقية إلى ستراسبورغ. تقع البلدة على الضفة اليسرى من المارن، في أقصى حافة كوبريفاللي.

## توأمة
لابيرناي اتفاقيات توأمة مع كل من:
- إيتلينغن
- كليفيدون [الإنجليزية]‏
- Middelkerke [الإنجليزية]‏
- مونتيسبيرتولي
- Löbau [الإنجليزية]‏
- طرابنش

## أعلام
- جوليان أوتروبون
- مارسيل هيوت
- يوهان دينيز
- ويسلي لوتوا
- ماكان تونكارا